# Angoumé
Angoumé település Franciaországban, Landes megyében. Lakosainak száma 266 fő (2022. január 1.). Angoumé Mées, Rivière-Saas-et-Gourby, Saint-Paul-lès-Dax, Tercis-les-Bains és Magescq községekkel határos.

## Népesség
A település népességének változása:
| Lakosok száma | 136  | 118  | 103  | 236  | 292  | 287  | 281  | 274  | 271  | 266  |
|               | 1968 | 1982 | 1990 | 2006 | 2013 | 2015 | 2017 | 2019 | 2020 | 2022 |